# Javed Jaffrey
Jaaved Jaafrey, inaczej Jaaved Jaaferi (ur. 4 grudnia 1963 w Mumbaju) – indyjski aktor bollywoodzki i syn Syeda Jawahera Ali Jaffreya, tj. komika filmowego Jagdeepa. Z wyznania muzułmanin – szyita. Żona Habiba, dwoje dzieci. Posługuje się hindi i angielskim. Był nominowany do Nagrody Filmfare dla Najlepszego Aktora Komediowego za film Trudna droga do miłości i nagrodzony Nagrodą IIFA dla Najlepszego Aktora Komediowego. Grał też w filmach Deepy Mehty Fire (1996) i Ziemia (1998), a także w Tara Rum Pum (2007). Znany jest też ze swojej roli w Bombay Boys i z piosenki „I am Mumbhai”, która stała się w Indiach hitem.

## Filmografia
- Meri Jung (1985) – Vikram Thakral
- 7 Saal Baad (1987) – Ravi
- Junoon Tv series (???
- Woh Phir Aayegi (1988)
- Lashkar (1989)
- Jawani Zindabad (1990) – Ravi Verma
- Sam & Me (1991) – Xavier
- 100 Days (1991) – Sunil
- Jeena Marna Tere Sang (1992)
- Karm Yodha (1992)
- Zakhmi Rooh (1993) – Shekhar
- Teesra Kaun? (1994) – Pankaj Nigam/Sanjay Chopra
- Oh Darling Yeh Hai India (1995) – książę Don
- Rock Dancer (1995)
- Fire (1996) – Jatin
- Dhoondte Reh Jaaoge! (1998) – Salim
- Ziemia (1998)
- Hanuman (1998) – Ashok
- Gang (2000) – Gary Rozario
- Aman Ke Farishtey (2003)
- Jajantaram Mamantaram (2003) – Aditya Pandit
- Boom (2003) – Boom Shankar / Boom Boom
- Sandhya (2003)
- Kaboom TV Serial (2005-2006) – siebie
- Trudna droga do miłości (2005) – Jaggu {gościnnie}
- The Forest (2006) – Abhishek
- Tara Rum Pum(2007) – Hari
- Dhamaal (2007) – Manav Shrivastav
- Victoria No. 203 (2007) – jako choreograf
- Shaurya (2007)
- Paying Guest (2008) (w produkcji)
- Hello Darling (2008) (w produkcji)
- Król z przypadku (2008) (w produkcji) – Pappi
- Roadside Romeo (2008) (w produkcji) (głos w playbacku)
- Eight by Ten (2008) (w produkcji)
- Main Prem Ki Diwani Hoon (2003) - śpiew w playbacku